# Письменный, Григорий Эдуардович
Григо́рий Эдуа́рдович Письме́нный (16.08.1972, Тверь) — российский шашист, менеджер. Выступал за шашечный клуб «Мельком» (Тверь). Мастер спорта по шашкам. В составе клуба «Мельком» победитель клубного чемпионата России 1999 г., дважды бронзовый призёр Кубка Европейской конфедерации (1999, 2001). Директор АНО «Тверской шашечный клуб».

## Биография
Родился в семье военного инженера, кандидата военных наук Эдуарда Григорьевича Письменного (1937—2003). Брат отца — инженер-технолог Даниил Григорьевич Письменный, автор монографии «Технологическая оснастка для лекально-шлифовальных работ» (Л.: Лениздат, 1986).

## Образование
1989-1994 г.г.  Тверской государственный университет по специальности " Прикладная математика", 1999г. - " Финансы и кредит".

## Бизнес-карьера
С июня 1995 г. — руководитель сектора развития бизнеса ООО «ТСС».
С октября 1995 г.- экономист фондового отдела АКБ «Прогресспромбанк».
С января 1996 г. — ведущий экономист по управлению активами и пассивами, руководитель
группы банковских карт АКБ «Агропромбанк».
С января 1998 г. — руководитель группы банковских карт АКБ «СБС-Агро».
С июня 1999 г. — консультант, АНО «ТЦПП».
С августа 2002 г. — финансовый директор ООО «МТС-Т».
С января 2005 г. по май 2007 г.  — финансовый директор по непрофильным предприятиям, финансовый директор по работе с ОАО «Реком», финансовый директор МР «Юго-Запад» ОАО «МТС».
С мая 2007 по август 2009 г. -  заместитель генерального директора (контролер) ЗАО «Скай Линк».
С сентября 2009 г. по август 2016 г. - финансовый директор " Интермарк Авто"
С августа 2016 г. - финансовый директор СООО " Мобильные ТелеСистемы" (" МТС - Беларусь")https://web.archive.org/web/20180316023622/http://m.mts.by/news_rus/e96472/